# Östlich von der Sonne und westlich vom Mond
Östlich von der Sonne und westlich vom Mond (Originaltitel: Østenfor sol og vestenfor måne) (ATU 425 A) norwegisches Volksmärchen, das von Peter Christen Asbjørnsen und Jørgen Moe aufgezeichnet und erstmals 1844 in Christiania (Oslo) in ihrer Sammlung Norske Folkeeventyr (Norwegische Volksmärchen) veröffentlicht wurde.

## Handlung
Ein weißer Bär begegnet einem armen Bauern und fragt, ob dieser ihm seine jüngste Tochter gäbe. Im Gegenzug dafür erhielte der Mann Reichtum. Da das Mädchen zögert, bittet der Bauer den Bären, später zurückzukehren, damit der Bauer seine Tochter in der Zwischenzeit überreden könne. Der weiße Bär nimmt das Mädchen dann mit in sein verwunschenes Schloss. In der Nacht verliert er seine Bärengestalt und kommt als Mann in ihr Bett. Aus Mangel an Licht kann sie ihn allerdings nie sehen. Als ihr Heimweh wächst, stimmt der Bär zu, dass sie ihre Familie besuchen darf. Sie muss versprechen, nie allein mit ihrer Mutter zu sprechen, sondern immer nur in Gegenwart von anderen Personen. Zu Hause angekommen, wird sie von allen begrüßt und ihre Mutter macht anhaltende Versuche, allein mit ihr zu sprechen. Schließlich hat die Mutter Erfolg und überredet sie, die ganze Geschichte zu erzählen. Die Mutter beharrt darauf, dass der weiße Bär ein Troll sein müsse, gibt dem Mädchen ein paar Kerzen und sagt ihr, sie solle die Kerzen in der Nacht benutzen, um zu sehen, wer oder was neben ihr im Bett liegt.
Das Mädchen gehorcht und findet einen attraktiven Prinzen im Bett. Sie verschüttet drei Tropfen des geschmolzenen Wachs auf den Prinzen und weckt diesen damit auf. Der Prinz erzählt ihr, dass, wenn sie es ein Jahr ausgehalten hätte, er von seinem Fluch erlöst worden wäre. Aber jetzt muss er zu seiner Stiefmutter gehen, die ihn verzaubert hat und ihre abscheuliche Tochter heiraten. Die Tochter ist eine Troll-Prinzessin und lebt mit ihrer Stiefmutter in einem Schloss östlich von der Sonne und westlich vom Mond. Am Morgen sieht das Mädchen, dass der Palast verschwunden ist. Daraufhin begibt sie sich auf die Suche nach dem Prinzen. An einem großen Berg findet sie eine alte Frau, die einen goldenen Apfel bei sich hat. Sie fragt die alte Frau, ob sie den Weg zum Schloss östlich von der Sonne und westlich vom Mond kennt. Aber die alte Frau kann es ihr nicht sagen, leiht ihr aber ein Pferd, um zur Nachbarin zu reiten, die ihr vielleicht weiter helfen kann. Zusätzlich dazu gibt die Frau dem Mädchen noch den goldenen Apfel. Auch die Nachbarin kann ihr nicht helfen, schickt sie aber wiederum zur Nachbarin, leiht ihr ein Pferd und gibt ihr einen goldenen Kamm. Die dritte Nachbarin hat ein goldenes Spinnrad. Auch sie kennt den Weg zum Schloss östlich von der Sonne und westlich vom Mond nicht. Sie leiht dem Mädchen ein Pferd, um den Ostwind zu erreichen und gibt ihr das Spinnrad. 
Der Ostwind ist noch nie beim Schloss östlich von der Sonne und westlich vom Mond gewesen, aber sein Bruder, der Westwind, ist stärker und könnte dort gewesen sein. Er nimmt sie mit zum Westwind. Der Westwind macht das Gleiche und bringt sie zum Südwind und dieser bringt sie zum Nordwind. Der Nordwind berichtet, dass er weiß, wo das Schloss östlich von der Sonne und westlich vom Mond ist und bringt das Mädchen dorthin.
Am nächsten Morgen nimmt das Mädchen den goldenen Apfel. Die Tochter, die den Prinzen heiraten will, sieht den Apfel und möchte ihn kaufen. Das Mädchen willigt unter der Bedingung ein, eine Nacht mit dem Prinzen verbringen zu können. Die Tochter stimmt zu, gibt dem Prinzen aber einen Schlaftrank, sodass das Mädchen ihn nicht aufwecken kann. Das Gleiche geschieht in der nächsten Nacht, nachdem das Mädchen ihr den goldenen Kamm verkauft hat. Während das Mädchen versucht, den Prinzen zu wecken, wird ihr Weinen und Rufen zufällig von einigen inhaftierten Bürgern gehört, die dem Prinzen von der Geschichte erzählen. In der dritten Nacht, nachdem die Tochter das Spinnrad erhalten hat, gibt sie dem Prinzen wiederum den Schlaftrank. Dieser trinkt ihn aber nicht und wird somit wach, als das Mädchen kommt, um ihn zu wecken. 
Der Prinz erzählt ihr, dass sie ihn retten kann. Er erklärt, dass er niemanden heiratet, der das Wachs nicht von seinem Hemd waschen kann. Seine Stiefmutter und deren Tochter werden das nicht bewerkstelligen können, da sie Trolle sind. Deshalb wird er sie, das Mädchen, rufen lassen, weil sie in der Lage ist das Hemd zu säubern und er wird sie dann heiraten. Der Plan funktioniert und die Trolle platzen vor Wut. Der Prinz und seine Braut befreien die Gefangenen aus dem Gefängnis, nehmen das Gold und Silber und verlassen das Schloss östlich von der Sonne und westlich vom Mond.

## Rezeption
Lisa Tetzner hat das norwegische Märchen unter dem gleichen Titel neu erzählt. Es wurde zum Namensgeber einer Sammlung von Geschichten für Kinder, die Paul Maar herausgegeben hat. Das Buch mit Illustrationen von Philip Waechter wurde vom Berliner Aufbau-Verlag publiziert.

## Deutsche Ausgaben
- Norwegische Volksmährchen: 2. Band. gesammelt von P. Asbjörnsen und Jörgen Moe. Deutsch von Friederich Bresemann. Mit einem Vorworte von Ludwig Tieck. M. Simion, Berlin 1847, S. 102 – 117, doi:10.24355/dbbs.084-202302131105-0 (Digitalisat Nettbiblioteket).
- Norwegische Volksmärchen. Gesammelt von P. Asbjörnsen und Jörgen Moe. [Deutsch von Friederich Bresemann]. Eingeleitet von Herman Bang und Ludwig Tieck. Titelzeichnung von Erik Magnussen, Kopenhagen. Initialen von Lyonel Feininger, Paris. Verlag von Hans Bondy, Berlin 1908, S. 294 – 304 (Digitalisat Nettbiblioteket).
- Klara Stroebe, Reidar Th. Christiansen (Hrsg.): Norwegische Volksmärchen (= Die Märchen der Weltliteratur). Diederichs, Düsseldorf 1967, Nr. 31 (Revidierte Auflage der Nordischen Volksmärchen, [übersetzt von Klara Stroebe], zweiter Teil: Norwegen (1940), [zuerst ersch. Jena, Diederichs, 1915], 22.–27. Tsd).
- Hans-Jürgen Hube (Hrsg.): Die schönsten norwegischen Märchen. Ausgewählt und herausgegeben von Hans-Jürgen Hube. Aus dem Norwegischen übersetzt von Hans-Jürgen Hube und Friedrich Bresemann (1847) (= insel taschenbuch. Nr. 4700). Insel Verlag, Berlin 2019, ISBN 978-3-458-36400-9, S. 82 – 91, Übersetzung: Hans-Jürgen Hube.